# Velvyslanectví Vietnamu (Moskva)
Velvyslanectví Vietnamu v Moskvě je diplomatickým zastoupením Vietnamské socialistické republiky v Ruské federaci. Kancelář se nachází na ulici Bolšaja Pirogovskaja 13 (rusky: ул. Большая Пироговская, 13) v moskevském Chamóvnikiském rajónu.
Velvyslanectví sídlí v budově bývalého Mazurinova sirotčince, soukromě financovaného z pozůstalosti zesnulé Marie Charbonneauové († 1890), Rusky francouzského původu, která byla dlouhodobou partnerkou Nikolaje Mazurina. Charbonneauová odkázala 200 000 rublů v hotovosti a 80 000 v cenných papírech na založení sirotčince, který bude pojmenován po Mazurinovi. Radnice poskytla pozemek na severozápadním rohu tehdy vznikajícího lékařského kampusu Děvičje Pole; stavba dokončená v roce 1895 se stala prvním samostatným projektem 30letého architekta Illarióna Ivanova-Šice.
Sirotčinec tak, jak byl postaven, poskytoval útočiště až 50 chlapcům a 50 dívkám. Přijímat se mohly děti ve věku 5 až 9 let bez ohledu na jejich vyznání nebo sociální postavení; město si však kladlo za podmínku nejméně dva roky pobytu v Moskvě. Sirotci, kteří dosáhli mladšího školního věku, studovali v blízkých veřejných školách spolu s obyčejnými dětmi; v sirotčinci mohli zůstat do 12 let.
Ve 30. letech 20. století v znárodněné budově sídlila veřejná škola.